# Fra Juan Pérez
Fra Juan Pérez fou un frare franciscà que Cristòfor Colom va anar a trobar al Monestir de La Rábida als afores de Palos de la Frontera. És, segons unes fonts, el pare guardià o, segons d'altres, un monjo més del convent de la Rábida. Acull a Colom, se l'escolta i intercedeix per ell davant dels reis, perquè es diu també que era el confessor de la sereníssima reina [Isabel] o ho havia estat, per bé que Gonzalo Fernández de Oviedo y Valdés tan sols ens diu que era el confessor d'En Colom. Juntament amb En Joan de Coloma, va portar tot el pes de les negociacions entre En Colom i els reis, per donar cos a les Capitulacions de Santa Fe.
Així, en un Memorial de greuges que l'Almirall fa enviar als reis, s'hi constata que quan ell vingué a Ses Alteses amb l'empresa de les Índies, que demanava per un memorial moltes coses, i fra Juan Pérez i Mossèn Coloma, els quals entenien en 
això per manament de Ses Alteses, li concertaren que el fessin llur Almirall de les illes i terra ferma que descobrissin a la mar Oceana.
En Antonio Rumeu de Armas, en parlar-nos de les negociacions que duia a terme Colom per al primer viatge, escriu: El religiós franciscà fra Juan Pérez, antic i destacat cortesà, s'erigí en aquell moment crític, en el seu valedor més ferm, sense descansar ni un instant fins a portar a bon port el magne projecte.
L'Alfons Remon, a la Historia General de la Orden de Nuestra Señora de la Merced, del 1618, ens assegura que fra Juan Pérez era portuguès de nació i que va anar a oferir el viatge al rei Joan de Portugal.

## Fra Juan Antonio Pérez de Marchena
Els cronistes Gonzalo Fernández de Oviedo i Francisco López de Gómara, van confondre els franciscans Fra Antonio de Marchena i el nostra Fra Juan Pérez i els van fusionar en un sol personatge al que van anomenar Fra Juan Antonio Pérez de Marchena. Martín Fernández de Navarrete al segle xix, va demostrar que eren dos frares diferents.
Jordi Bilbeny afirma que el lapsus no pot ser degut a un error involuntari i apunta que en les obres de l'Antonio de Herrera, López de Gómara, Gonzalo de Illescas, Joan de Castellar, Ortiz de Zúñiga i Luca Waddingo, tots sis li acaben dient fra Juan Pérez de Marchena. Per Bilbeny és impossible que els sis autors, que escriuen en moments separats i emprant fonts documentals diverses, barregin dos noms de dos personatges diferents d'igual manera i amb idèntic resultat. Per Bilbeny no seria un error, sinó el retoc dels censor.

## Mossén Johan Pere
Pels defensors de la Tesi del port de Pals, aquest Juan Pérez no és altre que En Joan Pere el que va editar el 1489 unes Taules astronòmiques en llengua catalana.
Els Pere, Pera o Peres són un llinatge noble de Girona. Durant els segles XV i XVI, són els propietaris del Castell de Sant Miquel, dit també Molí de Pals o Mas Tafurer. Un dels seus membres és Mossèn Johan Pere, cosmògraf, jurista i expert en dret mercantil que formava part de la Cort dels Reis Catòlics.